# Список умерших в 1929 году
В этой статье представлен список известных людей, умерших в 1929 году.
- См. также: Категория:Умершие в 1929 году

## Январь
- 1 января — Григорий Вейнштейн (68) — российский промышленник, инженер, общественный деятель.
- 7 января — Ричард Джеймс Барнс (68) — новозеландский шахматист.
- 11 января — Яков Слащёв (43) — русский военачальник, генерал-лейтенант, активный участник белого движения на юге России; убит.
- 13 января — Уайетт Эрп (80) — американский страж закона, ганфайтер, картёжник времён освоения американского Запада; получил широкую известность благодаря книгам и кинофильмам в жанре вестерн.
- 14 января — Сергей Нилус (66) — российский религиозный писатель и общественный деятель.
- 18 января — Симон Сабуров (60) — русский театральный деятель, актёр и антрепренёр.
- 19 января — Лян Цичао (55), китайский философ, историк философии, учёный, литератор, государственный и общественный деятель, один из лидеров либерального реформаторского движения в Китае.

## Февраль
- 4 февраля — Зиновий Гржебин — русский издатель.
- 9 февраля — Жан-Анатоль Дюмезиль (71) — французский военный деятель.
- 23 февраля — Мерседес Еллинек (39) — дочь австрийского предпринимателя чешского происхождения Эмиля Еллинека, по имени которой названа автомобильная марка «Мерседес»; туберкулёз.

## Март
- 7 марта — Августа Гронер (78) — австрийская писательница.
- 15 марта — Михаил Луначарский (66) — оперный певец (бас-баритон).
- 18 марта — Хамза Ниязи (40) — узбекский поэт, драматург.
- 20 марта — Фердинанд Фош (77) — французский военный деятель, маршал Франции (6 августа 1918).
- 24 марта — Альфред Вакано (82) — австрийский дворянин, купец первой гильдии, пивовар, меценат, основатель Жигулёвского пивоваренного завода в Самаре.
- 30 марта — Михаил (Ермаков) (73) — епископ Русской православной церкви, митрополит Киевский, экзарх Украины.
- 31 марта — Иван Колесников (42) — русский советский живописец, график.

## Апрель
- 4 апреля — Карл Бенц (84) — немецкий инженер, изобретатель автомобиля, пионер автомобилестроения; из его фирмы позже образовалась Daimler-Benz AG.
- 14 апреля — Кароль Гриневецкий (87) — римско-католический и польский государственный деятель.
- 14 апреля — Леонид Чижевский — русский, советский ученый, создатель артиллерийского и ракетного вооружения.
- 16 апреля — Артур Грушецкий (76) — польский писатель.
- 17 апреля — Эдуард Бренценс (43) — латышский живописец, график, театральный художник, иллюстратор и декоратор. Один из основателей латышской профессиональной сценографии.
- 21 апреля – Базиле М. Миссир (85) — румынский политический и государственный деятель.

## Май
- 11 мая — Иван Захаров (63) — русский химик и изобретатель.
- 12 мая — Яков Бернштейн-Коган (69) — еврейский общественный деятель.
- 17 мая — Игнатий Потапенко (72) — русский прозаик и драматург, один из самых популярных писателей 90-х годов XIX века.
- 28 мая — Злата Лилина (47) — советская партийная и государственная деятельница, журналистка.

## Июнь
- 7 июня — Алексей Бахрушин (64) — купец, меценат, собиратель театральной старины, создатель частного литературно-театрального музея.
- 7 июня — Анри Жерве (76) — французский исторический жанровый и портретный живописец.
- 9 июня — Отто Зернер (72) — немецкий художник-импрессионист и пейзажист.
- 26 июня — Амандус Адамсон (73) — эстонский и российский скульптор и живописец.

## Июль
- 5 июля — Яков Юзефович (57) — генерал-лейтенант (1917), участник белого движения в России.
- 7 июля — Виктор Пальмов — российский и украинский советский художник-футурист.
- 9 июля — Юлиан Фалат (75) — выдающийся польский художник-акварелист.
- 13 июля — Константин Арабажин — деятель русской культуры, преподаватель, основатель и руководитель Русских Университетских курсов в Риге.
- 13 июля — Ойзебус Мандычевский (71) — австрийский композитор и музыковед.
- 14 июля — Уолтер Болдуин Спенсер (69) — англо-австралийский зоолог и антрополог.
- 15 июля — Джон Гейл (98) — основатель Queanbeyan Age — первой газеты в округе Куинбиан.
- 15 июля — Гуго фон Гофмансталь (55) — австрийский писатель, поэт, драматург.
- 30 июля — Григорий Хлопин (66) — российский гигиенист и педагог. Заслуженный деятель науки РСФСР.
- 30 июля — Шмуэль Черновиц (49) — писатель, журналист и общественный деятель.
- 31 июля — Жаяу Байжанов (93) — Народный композитор, певец, акын.

## Август
- 4 августа — Карл Ауэр фон Вельсбах (70) — австрийский химик, исследователь редкоземельных элементов.
- 6 августа — Уильям Винсент Фицджеральд (62) — австралийский ботаник.
- 9 августа — Георгий Лейхтенбергский (56) — герцог Лейхтенбергский, принц де Богарне.
- 12 августа — Роберт Генри (64) — американский художник реалистического направления.
- 17 августа — Хая Лившиц (25) — участница подпольного коммунистического движения в Бессарабии.
- 19 августа — Сергей Дягилев (57) — русский театральный и художественный деятель, антрепренёр, один из основоположников группы «Мир Искусства», организатор «Русских сезонов» в Париже и труппы «Русский балет Дягилева».
- 22 августа — Отто Лиман фон Сандерс (74) — германский генерал, военный советник в Османской империи во время Первой мировой войны.
- 24 августа — Ян Фабрициус (52) — командир и комиссар Красной Армии во время гражданской войны.
- 26 августа — Евгений Столица (59) — российский художник, академик.
- 28 августа — Николай Малюшицкий — белорусский и украинский советский ученый- растениевод и физиолог растений, специалист в области прикладной ботаники, агрохимии, растениеводства, селекции и агротехники сельскохозяйственных культур.

## Сентябрь
- 4 сентября — Владимир Фриче (58) — российский и советский литературовед и искусствовед, академик АН СССР (1929), основатель журнала «Журналист».
- 12 сентября — Юзеф Калленбах (67) — историк польской литературы , профессор, доктор honoris causa Познанского университета.
- 12 сентября — Райнис (64) — латышский поэт, драматург, общественный деятель, народный поэт Латвийской ССР (звание присвоено посмертно в 1940).
- 18 сентября — Али Зизикский — один из активных участников национально-освободительного движения в Азербайджане.
- 20 сентября — Аполлон Грушка (59) — российский филолог-классик, специалист в области исторической грамматики латинского языка, римской поэзии.
- 23 сентября — Рихард Зигмонди (64) — австро-венгерский, а затем немецкий химик, лауреат Нобелевской премии по химии.
- 29 сентября — Отто Ауссем (53) — советский государственный деятель, генеральный консул СССР в Милане (Италия).
- 29 сентября — Яннис Психарис (75) — греческий писатель и языковед.
- 30 сентября — Александр Пресняков (59) — российский историк, член-корреспондент АН СССР.

## Октябрь
- 2 октября — Андрей Размадзе (39) — грузинский математик, специалист по вариационному исчислению.
- 3 октября — Густав Штреземан (51) — немецкий политик (Немецкая народная партия), рейхсканцлер и министр иностранных дел Веймарской республики, лауреат Нобелевской премии мира 1926 года.
- 6 октября — Иван Лепсе (40) — профсоюзный деятель, революционер.
- 9 октября — Адам Лисовский (45) — католический священник, переводчик.
- 27 октября — Альфред Вильнер (70) — австрийский либреттист, композитор и музыковед.
- 30 октября — Норман Причард (54) — индийский легкоатлет и актёр, дважды серебряный призёр летних Олимпийских игр 1900 и снявшийся в 28 фильмах артист немого кино.

## Ноябрь
- 3 ноября — Яков Блюмкин (29) — российский революционер, чекист.
- 3 ноября — Иван Бодуэн де Куртене (84) — польский и русский лингвист.
- 6 ноября — Чеслав Янковский (71) — польский поэт, критик, публицист, историк, краевед, общественный деятель.
- 13 ноября — Виктория Прусская (1866—1929) (63) — принцесса из дома Гогенцоллернов.
- 24 ноября — Жорж Клемансо (88) — французский политический и государственный деятель, журналист.

## Декабрь
- 2 декабря — Карл Булла (74) — владелец фотоателье в Санкт-Петербурге, вошедший в историю как «отец российского фоторепортажа».
- 2 декабря — Гасаналиага-хан Карадагский (81) — выдающийся азербайджанский педагог, поэт, историк, переводчик.
- 2 декабря — Анисим Суслов (71—72) — украинский актёр, театральный режиссёр, антрепренёр.
- 10 декабря — Лев Бертенсон (79) — русский врач.
- 15 декабря — Даниил Заболотный (62) — российский и советский бактериолог.
- 20 декабря — Эмиль Лубе (90) — французский политический деятель, президент Франции (Третья республика, 1899 — 1906).
- 20 декабря — Абдул Мехмандаров (75) — азербайджанский врач, доктор медицины Медико-хирургической академии.

## Дата смерти неизвестна или требует уточнения
- Митя Козельский, русский юродивый, пользовавшийся расположением и доверием императора Николая II и императрицы Александры Фёдоровны.